# 梅迪纳塞利耶稣圣殿
梅迪纳塞利耶稣圣殿（西班牙语: Basílica de Nuestro Padre Jesús de Medinaceli）是一座罗马天主教宗座圣殿，位于西班牙马德里市中心。 

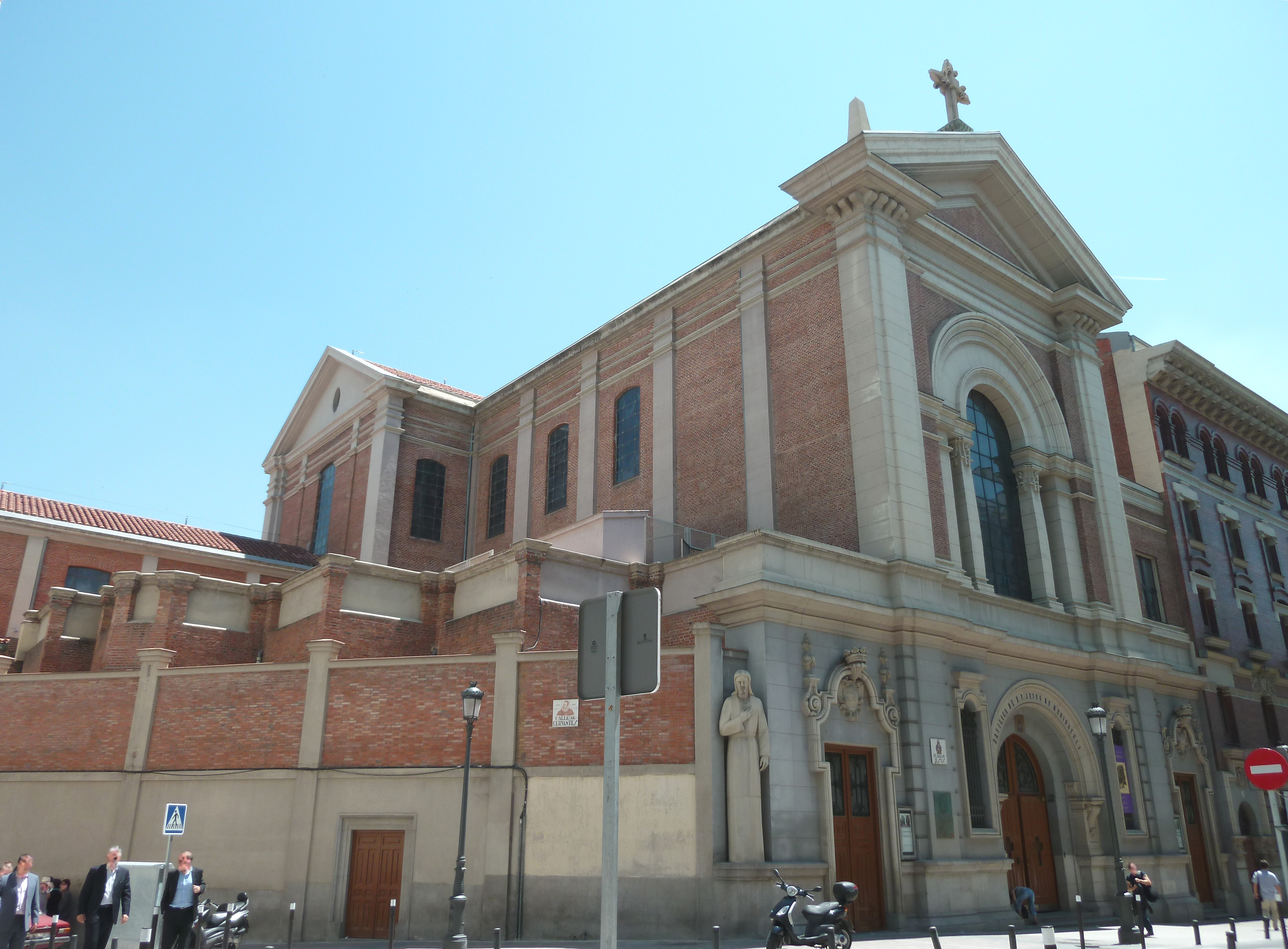

## 历史
该堂于1930年祝圣。它是围绕一座“拿撒勒的父亲耶稣”（Padre Jesús Nazareno）雕像而建。雕像最初雕刻于17世纪的塞维利亚，被送到摩洛哥的西班牙堡垒，在那里被摩尔人抢走，后来圣三会修士将其赎出，保存在赤足圣三会修道院。1689年，梅锡纳塞利公爵为雕像修建了一个小堂。1890年，梅锡纳塞利公爵的母亲决定兴建一座教堂。在西班牙内战中，雕像得以幸存。